# Mońki (gromada 1972)
Mońki – dawna gromada, czyli najmniejsza jednostka podziału terytorialnego Polskiej Rzeczypospolitej Ludowej w latach 1954–1972.
Gromady, z gromadzkimi radami narodowymi (GRN) jako organami władzy najniższego stopnia na wsi, funkcjonowały od reformy reorganizującej administrację wiejską przeprowadzonej jesienią 1954 do momentu ich zniesienia z dniem 1 stycznia 1973, tym samym wypierając organizację gminną w latach 1954–1972.
Gromadę Mońki z siedzibą GRN w mieście Mońki utworzono 1 stycznia 1972 w powiecie monieckim w woj. białostockim z obszaru zniesionych gromad Hornostaje i (częściowo okrojonej) Dziękonie; równocześnie do gromady Mońki przyłączono wieś Mońki wyłączoną z miasta Mońki.
Gromada Mońki funkcjonowała przez dokładnie jeden rok (1972), czyli do kolejnej reformy gminnej. Z dniem 1 stycznia 1973 roku utworzono gminę Mońki.
Uwaga: Jednostka o nazwie gromada Mońki – lecz o zupełnie innym obszarze – istniała też w latach 1954–64 (w latach 1960–64 składała się z samych Moniek (wsi i osady), po czym w 1965 utworzono z jej obszaru miasto Mońki).